# Palech
Palech (ros. Палех) – osiedle typu miejskiego w Rosji, w obwodzie iwanowskim, na wschód od Moskwy. Czołowy ośrodek sztuki rosyjskiej w zakresie pisania ikon i malowania miniatur. Miasto należące do Złotego Pierścienia Rosji. W 2005 roku liczyło ok. 5700 mieszkańców.

## Historia

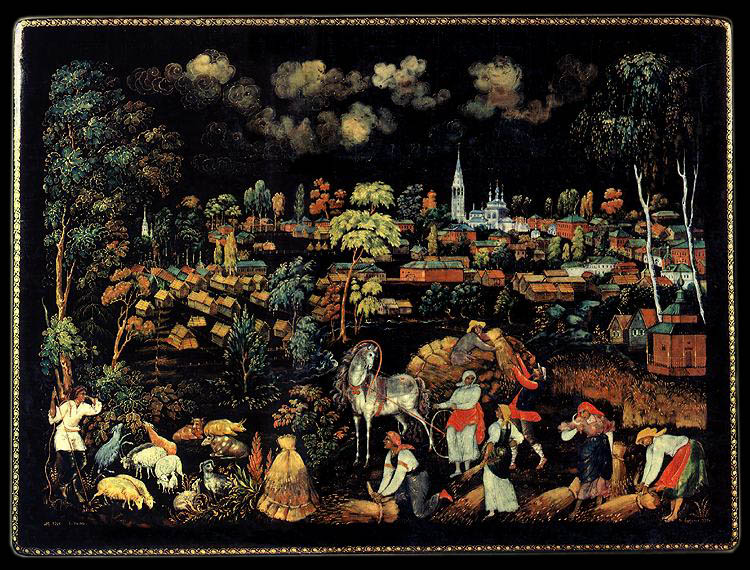
Miniatura z Paliechu przedstawiająca wieś Palech

Począwszy od XVII wieku w Palechu rozwijała się szkoła malarzy ikon, a także fresków. W początkach XIX wieku działało tam jednocześnie 600 artystów – chłopów pańszczyźnianych. Zaczął się wtedy wykształcać specyficzny styl paliechski, cechujący się specjalizacją w zminiaturyzowanych postaciach, bogatym zdobnictwie i nadawaniu scenom pewnego akcentu w duchu fantastycznych podań z ludowych legend. To ostatnie było jednak silnie ograniczone kanonami rysowania ikon.
Po rewolucji październikowej w 1917 roku, gdy cerkwie zamknięto i drastycznie spadło zapotrzebowanie na ikony, miejscowi artyści zawiązali spółdzielnię artystyczną produkującą lakierowane miniatury wykonywane w stylu ludowym. Cechowały się one wielką barwnością, wykorzystaniem bajkowych opowieści ludowych, ludową stylistyką rysunku, a jednocześnie dużymi umiejętnościami artystycznymi i technicznymi twórców. Już w 1925 roku miniatury te otrzymały Grand Prix na ogólnoświatowej wystawie w Paryżu i szybko stały się bardzo cenione w Rosji i na świecie. Miniatury malowane są głównie na masie z papier-mâché pokrytej czarnym lakiem.

## Zabytki
- Świątynia Podniesienia Krzyża zbudowana przez Jegora Dubowego w latach 1762−1774. Bogato zdobiony ikonostas, freski z 1807 roku
- Muzeum Ikon i Miniatury Paleskiej